# Apostolisch vicariaat Pando
Het apostolisch vicariaat Pando (Latijn: Vicariatus Apostolicus Pandoënsis) is een rooms-katholiek apostolisch vicariaat met als zetel Riberalta, in Bolivia. Het omvat onder andere het departement Pando. Het apostolisch vicariaat is vrijgesteld en valt als immediatum direct onder de Heilige Stoel, zonder te behoren tot een kerkprovincie. 

## Geschiedenis
Het apostolisch vicariaat werd opgericht op 29 april 1942, uit delen van het apostolisch vicariaat El Beni o Beni.

## Parochies
Het apostolisch vicariaat had in 2020 een oppervlakte van 86.261 km2 en telde 277.940 inwoners waarvan 74,0% rooms-katholiek was.

## Apostolisch vicarissen
- Alfonso Manuel Escalante y Escalante (13 januari 1943 - 6 december 1960)
  - Thomas Joseph Danehy (apostolisch administrator: 15 juni 1948 - 9 oktober 1959)
- Thomas Patrick Collins (15 november 1960 - november 1968)
  - Thomas Aloysius McBride (apostolisch administrator: 16 september 1977 - 1983)
- Andrés Bernardo Schierhoff (17 december 1982 - 1 december 1986)
- Luis Morgan Casey (18 januari 1988 - 2 februari 2013)
- Eugenio Coter (2 februari 2013 - heden)